# Немудров, Гавриил Маркелович
Гавриил Маркелович Немудров (25 июня 1896 года, Красный Яр, Самарская губерния, Российская империя — 6 января 1945 года, Москва, СССР) — советский военный деятель, генерал-майор (17.11.1942).

## Начальная биография
Родился в  селе  Красный Яр, ныне в Красноярском районе Самарской области.
В 1911 году окончил Чарджуйское железнодорожное училище и поступил на годичные курсы (телеграфные) при Управлении Среднеазиатской железной  дороги, после их окончания с 1912 году работал телеграфистом на станции Каган.

## Военная служба

### Первая мировая война
С началом Первой мировой войны в августе 1914 года мобилизован на военную службу и направлен на Юго-Западный фронт, по прибытии как имеющий специальность телеграфиста назначен в 1-й Заамурский железнодорожный батальон в городе Новый Самбор. В том же году окончил учебную команду при штабе 3-й Заамурской железнодорожной бригады в городе Львов. На фронте пробыл до августа 1916 года, затем как «туркестанец» был освобождён от военной службы и убыл к месту жительства. Вернувшись с фронта, устроился работать младшим телеграфистом на ст. Н.-Чарджуй, одновременно учился на областных Аму-Дарьинских землемерных курсах (окончил в том же 1916 г.).

### Революция и Гражданская война
В апреле 1917 года в городе Чарджуй принял участие в организации рабочей боевой дружины, затем исполнял должности начальника штаба и командира дружины. Во время Октябрьской революции участвовал в организации Чарджуйского совета, был членом военной коллегии и членом штаба Чарджуйской Красной гвардии.
В Гражданскую войну в феврале 1918 года перешёл из Красной гвардии в Красную Армию и занимал должность коменданта Новой Бухары. В начале марта с красногвардейским отрядом выступил в поход под Старую Бухару против эмира Бухарского. 8 марта с ротой бойцов был окружён противником. Командуя ротой, выдержал 4-часовой бой со значительно превосходящим противником и после подхода Ташкентского отряда сумел выйти из окружения. С этого момента завоевал среди рабочих и матросов авторитет боевого командира. С апреля 1918 года занимал должность уездного военкома Чарджуйского военкомата. В июне при восстании в городе Асхабад в составе делегации от Совнаркома Туркестанской республики был направлен на переговоры со стачечным комитетом правого эсера Фунтикова и асхабадскими рабочими. Арестован мятежниками, однако вскоре сумел вырваться из города. В июле — августе с Чарджуйским отрядом участвовал в подавлении этого восстания — сражался под станциями Барханы, Пески, Ратвино, Учь-Адиш, Байрам- Али, был ранен и контужен. С марта 1919 года исполнял должность 1-го заместителя комиссара по военным делам Туркестанской республики и заместителя члена Военного совета Туркестанского фронта. Осенью по личному указанию М. В. Фрунзе назначен командующим группой войск и начальником 2-й Туркестанской стрелковой Ферганской дивизии. Участвовал с ней в боях против Мадамин-бека в Ферганской области. В течение нескольких дней (18 — 22 ноября 1919 года) командовал Ферганским фронтом. Член ВКП(б) с 1919 года.
В феврале 1920 года Немудров был отозван в Ташкент и назначен комендантом укреплённого района и начальником гарнизона города Чарджуй. В августе — сентябре 1920 года принимал участие в свержении эмира Бухарского.  Член ЦИК Туркестанской республики (1919-1920 гг.).
В конце 1920 года направлен на Южный фронт для борьбы против генерала П. Н. Врангеля, однако к тому времени боевые действия в Крыму были уже окончены, и он был переведён в Александрийский уезд для борьбы с бандитизмом. Участвовал в ликвидации банд полковника Терещенко, Хмары, Н. И. Махно в Екатеринославской губернии. 
За особые революционные заслуги и боевые отличия на Туркестанском фронте Постановлением ЦИК СССР от 20.02.1928 он был награждён орденом Красного Знамени, а также золотыми именными часами.

### Межвоенное время
В августе 1921 года  Немудров назначен помощником военкома Кременчугского уезда. С ноября 1922 года исполнял должность военкома Александрийского, Волынского и Кировского окружных военкоматов. С ноября 1930 по август 1931 года находился на учёбе на курсах «Выстрел», по окончании которых был назначен окружным военкомом Одесского окружного военкомата. С января 1932 года исполнял должности командира и комиссара 282-го стрелкового полка ОКДВА в городе Канск, с ноября 1933 года был облвоенкомом Амурского областного военкомата.
В апреле 1935 года переведён в Административное мобилизационное управление РККА, где проходил службу в 1-м отделе в должностях пом. начальника 1-го отделения и начальника 3-го отделения. В этот период в конце 1936 года им лично были разработаны «Наставление по войсковой мобилизации» и «Руководство по призыву и поставкам по мобилизации». С ноября 1938 года исполнял должность преподавателя кафедры тактики и кафедры администрации и мобилизации Военной академии РККА им. М. В. Фрунзе. Приказом по академии № 282 от 27.4.1939 утверждён в учёном звании «ассистент». С ноября 1939 года был начальником курсов штабных командиров при этой академии, переформированных затем в Высшую школу штабной службы РККА. С апреля 1941 года исполнял должность младшего преподавателя военных дисциплин в Военно-юридической академии РККА.

### Великая Отечественная война
С началом  войны полковник  Немудров продолжал служить в академии, с июля 1941 года исполнял должность начальника кафедры тактики. С 15 октября 1941 года был начальником группы по формированию 61-й армии при Маршале Советского Союза К. Е. Ворошилове, с ноября — начальником боевой подготовки 10-й резервной армии.
С 14 декабря 1941 года командир 326-й стрелковой дивизии входившей в состав 10-й армии Западного фронта. Будучи в 10-й армии, полковник  Немудров имел только положительные характеристики. Участвовал с дивизией в Тульской и Калужской наступательных операциях. За бои по взятию города Богородицк Тульской области был представлен к награде, но утверждён не был. 16 января 1942 года в бою под станцией Шайковка (Калужской обл.) он был контужен, по излечении с 18 февраля зачислен в резерв Военного совета 10-й армии, затем Западного фронта.
С 24 февраля полковник  Немудров назначен командиром 385-й стрелковой дивизии. Принял дивизию в плохом состоянии, однако в короткий срок сумел навести порядок и сделать её боеготовой. Участвовал с ней в Ржевско-Вяземской наступательной операции.
5-6 марта 1942 года в боях в Барятинском районе Калужская область под Яковлевкой, Лощихино и селении Занозная силами 385-й стрелковой дивизии под командованием полковника Немудрова выведено из строя до 800 немецких солдат и офицеров, 3 дзота, 9 станковых пулемётов и 2 миномётные батареи противника.
В боях под Студеново Калужская область дивизией Немудрова выведено из строя до 300 немецких солдат и офицеров, 3 дзота, 5 станковых пулемётов и миномётная батарея, а также захвачено 3 станковых пулемёта противника.
С 20 марта 1942 года дивизия находилась в подчинении 50-й армии Западного фронта, затем вновь вернулась в 10-ю армию и заняла оборону по южному берегу реки Неручь. В конце июня она была подчинена 16-й армии и в её составе вела неудачные наступательные бои по овладению  Людиновом (южнее г. Киров). С 20 августа вновь возвращена в 10-ю армию, где находилась в обороне в том же районе.
С 26 марта по 15 мая 1942 года в боях под Прасловкой и Малиновской Калужская область под нажимом врага отошла 336-я стрелковая дивизия оставив высоту 237,5 тем самым оголив правый фланг 385-й стрелковой дивизии под командованием Немудрова. После предпринятых контратак 336-я сд не сумела вернуть утерянные позиции, и только ударом 1-го стрелкового батальона 1266 сп 385-й дивизии враг был выбит с занимаемой им высоты и положение восстановлено. Воины дивизии под командованием полковника Немудрова в этих боях три раза останавливали и возвращали на прежние позиции отступающих бойцов соседней необстрелянной на тот момент 116-й стрелковой дивизии. В этих боях было выведено из строя до 2 500 немецких солдат и офицеров, захвачены два 75 мм орудия, тягач, 7 тяжёлых пулемётов и много другого имущества противника.
Командующий 10-й армии генерал-майор В. С. Попов в наградном листе на Немудрова отметил: «В самой же 385-й сд не было не одного случая отхода её частей или подразделений под нажимом врага».
21 июля 1942 года, за умелое руководство 385-й стрелковой дивизией Указом Президиума Верховного Совета СССР полковник Немудров награждён орденом Красного Знамени.
17 ноября 1942 года Немудрову было присвоено воинское звание генерал-майор.
18 марта 1943 года генерал-майор  Немудров был от должности отстранён, на этой должности его заменяет генерал А. Ф. Наумов, и зачислен в распоряжение Военного совета Западного фронта, затем в конце марта назначен командиром 28-й отдельной стрелковой бригады. С 8 мая вступил в командование 174-й стрелковой дивизией, однако через 10 дней тяжело заболел и длительное время находился на лечении в Москве. С середины сентября 1943 года находился в распоряжении ГУК НКО, затем в ноябре назначен начальником курсов усовершенствования военно-юридического состава при военно-юридической академии РККА в Москве.
За время участия в боевых действиях четыре раза ранен и два раза контужен.
6 января 1945 года Немудров умер от гипертонии, кремирован и похоронен в Москве.

## Награды
- орден Ленина (21.02.1945)[9][10]
- три ордена Красного Знамени (20.02.1928, 21.07.1942, 03.11.1944[11][10])
- медаль «XX лет Рабоче-Крестьянской Красной Армии» (1938)
- медаль «За оборону Москвы» (1944)